# AL-12
L'autoroute AL-12 est une courte autoroute urbaine de la province d'Almería de 5 kilomètres environ qui relie Almería à son aéroport à l'est de la ville. À long terme, il est prévu de prolonger l'AL-12 jusqu'à la jonction avec l'A-7 à Retamar, elle deviendra ainsi la pénétrante est d'Alméria depuis l'A-7. Elle est composée de trois échangeurs jusqu'à l'aéroport.

## Tracé
- Elle débute au niveau du rond-point du stade d'Almería Mediterraneo Stadium qui a été construit pour les Jeux méditerranéens de 2005 qui ont eu lieu dans la ville.
- Elle absorbe la N-344 jusqu'à l'aéroport d'Almería qu'elle dessert par le nord.

## Sorties

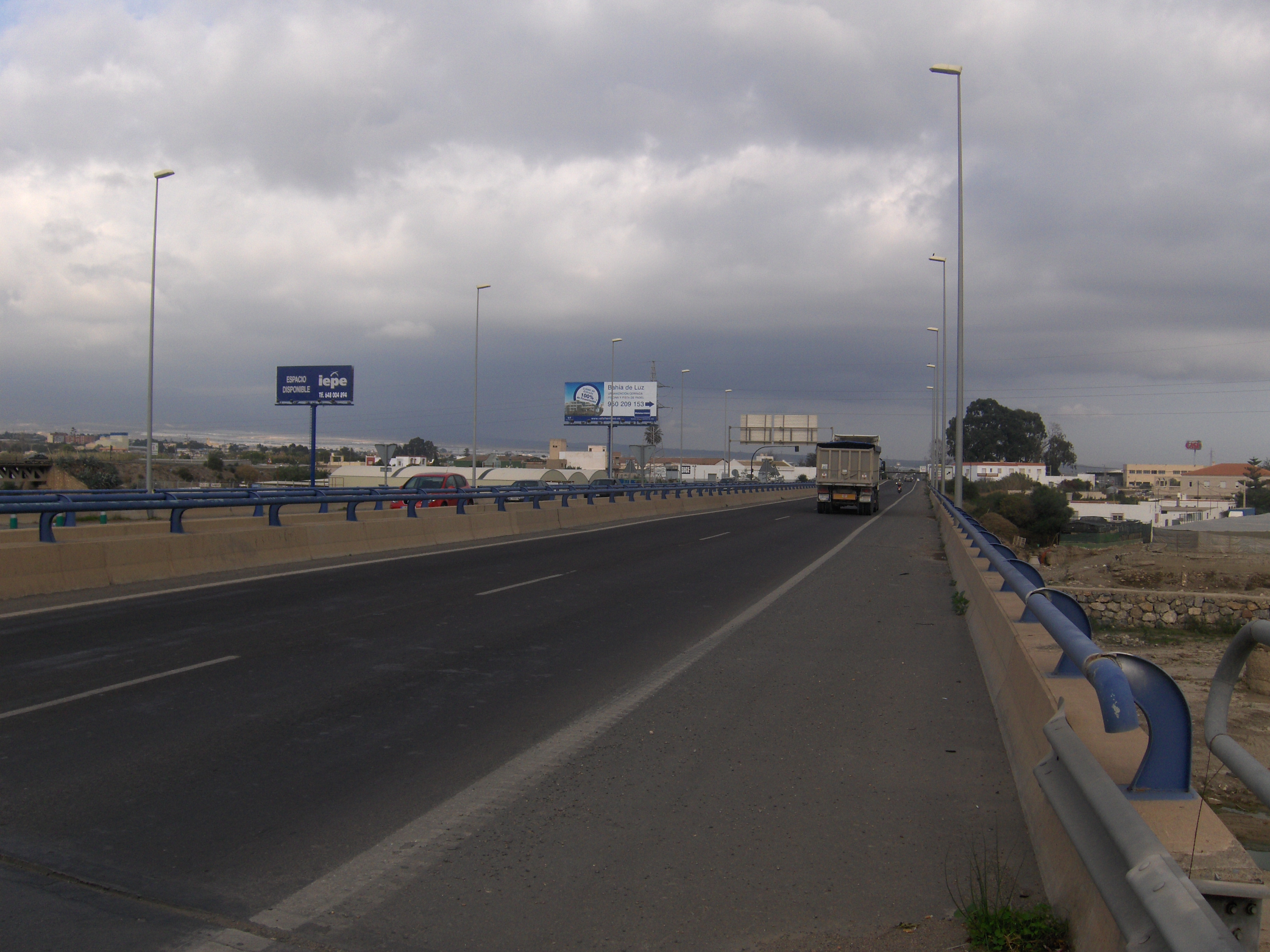
Début de l'AL-12 à l'est d'Almería

| Sorties | Villes                                                                |        |
| ------- | --------------------------------------------------------------------- | ------ |
|         | Almeria Centre - Almeria-Avenida de Nuestra Senora de Montserrat      | AL-12  |
|         | Stade d'Almería Mediterraneo Stadium Almeria-Avenida del Mare Nostrum |        |
| 01      | El Mami - La Juadai - El Bobar Université d'Almería                   | A-3117 |
| 02      | La Canada de San Urbano                                               |        |
| 03      | Aéroport d'Almeria                                                    |        |
|         | Retamar - El Toyo Murcie A-7                                          | N-344  |

### Référence
- Nomenclature